# Boulevard Brune
Boulevard Brune je bulvár ve 14. obvodu v Paříži. Je součástí tzv. Maršálských bulvárů. Bulvár nese jméno Guillaume Marie-Anne Brune (1763–1815), maršála Francie.

## Trasa
Boulevard Brune navazuje na Boulevard Lefebvre u železničního viaduktu na Porte de Vanves a končí u Porte d'Orleans, odkud pokračuje Boulevard Jourdan.

## Historie
V letech 1840–1845 byly postaveny kolem Paříže nové hradby. Dnešní bulvár vznikl na místě bývalé vojenské cesty (Rue Militaire), která vedla po vnitřní straně městských hradeb. Tato silnice byla armádou převedena městu Paříži na základě rozhodnutí z 28. července 1859.
V roce 2006 byla ve středovém pruhu bulváru zprovozněna tramvajová linka T3.